# María Colino
María Colino (Madrid, 1971) és una il·lustradora i dibuixant de còmics, que va iniciar la seva trajectòria a la fi dels anys vuitanta en fanzines madrilenys com Pota G o Paté de Marrano. Va destacar sobretot a partir de la seva irrupció a la generació d'autors espanyols de mitjans dels anys noranta.

## Trajectòria
El seu treball va ser publicat en revistes com La Comictiva o El Víbora i editorials com Under Cómic o Edicions de Ponent. El seu talent tècnic i el seu estil especialment expressiu -fins i tot agressiu- va aconseguir que destaqués també en la il·lustració de premsa. Va publicar al diari espanyol El Mundo i altres. L'any 1996 va guanyar el Certamen d'Humor Gràfic J&B i l'any 1998 va ser guardonada amb el Premi Autor Revelació del Saló Internacional del Còmic de Barcelona.
La seva obra Heptamerón va merèixer el Premi al Dibuix realista en la 23a Edició Premis Diari d'Avisos i el Premi al millor llibre il·lustrat en llengua castellana de la Conselleria de Cultura Educació i Ciència de la Generalitat Valenciana de l'any 1999. Li va valer així mateix una nominació a la Millor Obra al 18è Saló Internacional del Còmic de Barcelona.
A finals de segle va traslladar la seva residència a París o Bristol, i actualment viu a la selva de l'Amazones, en algun lloc situat entre Brasil i Bolívia.